# Žuti kamen
Žuti kamen (albanisch Gur i kuq) ist ein im Gebirge Prokletije gelegener Berg im Kosovo. Der Gipfel ist 2522 m. i. J. hoch, womit der Žuti kamen zu den höchsten Bergen in der Region zählt. 

## Geographie und Klima
Der Žuti kamen liegt südlich der Rugova-Schlucht. In der Nähe befindet sich ein kleiner See. Die Region ist sowohl vom Mittelmeerklima als auch von kontinentalem Klima beeinflusst, weswegen die Sommer meist trocken und extrem heiß, die Winter dagegen sehr kalt sind.

## Namensherkunft
Žuti kamen ist serbisch und eine literarische Bezeichnung für „Gelber Stein“. Die albanische Übersetzung bedeutet hingegen „Roter Stein“.